# 神戸市交通局1000形電車 (鉄道)
神戸市交通局1000形電車（こうべしこうつうきょく1000がたでんしゃ）は、かつて神戸市交通局に在籍していた通勤形電車。1976年より6両編成18本（108両）が製造された。

## 概要
西神線が新長田駅 - 名谷駅間で開通した1977年（昭和52年）に営業運転を開始し、1989年（平成元年）までに6両編成18本、総計108両が製造された。落成当初から冷房装置を搭載しており、日本の公営地下鉄の全車両で冷房を装備したのは神戸市営地下鉄が初である。同年には名古屋市営地下鉄の鶴舞線用3000形も冷房車として導入されている。
冷房装置の搭載などの先進性が評価され、鉄道友の会の1978年度ローレル賞を受賞している。
1977年12月に日本の地下鉄開通50周年を記念して郵政省が発行した記念切手には、日本の地下鉄車両の原点である東京地下鉄道（→帝都高速度交通営団→現在の東京地下鉄）1000形とともに、当時最新鋭であった本形式が採用された。

## 車両概説

### 車体・内装

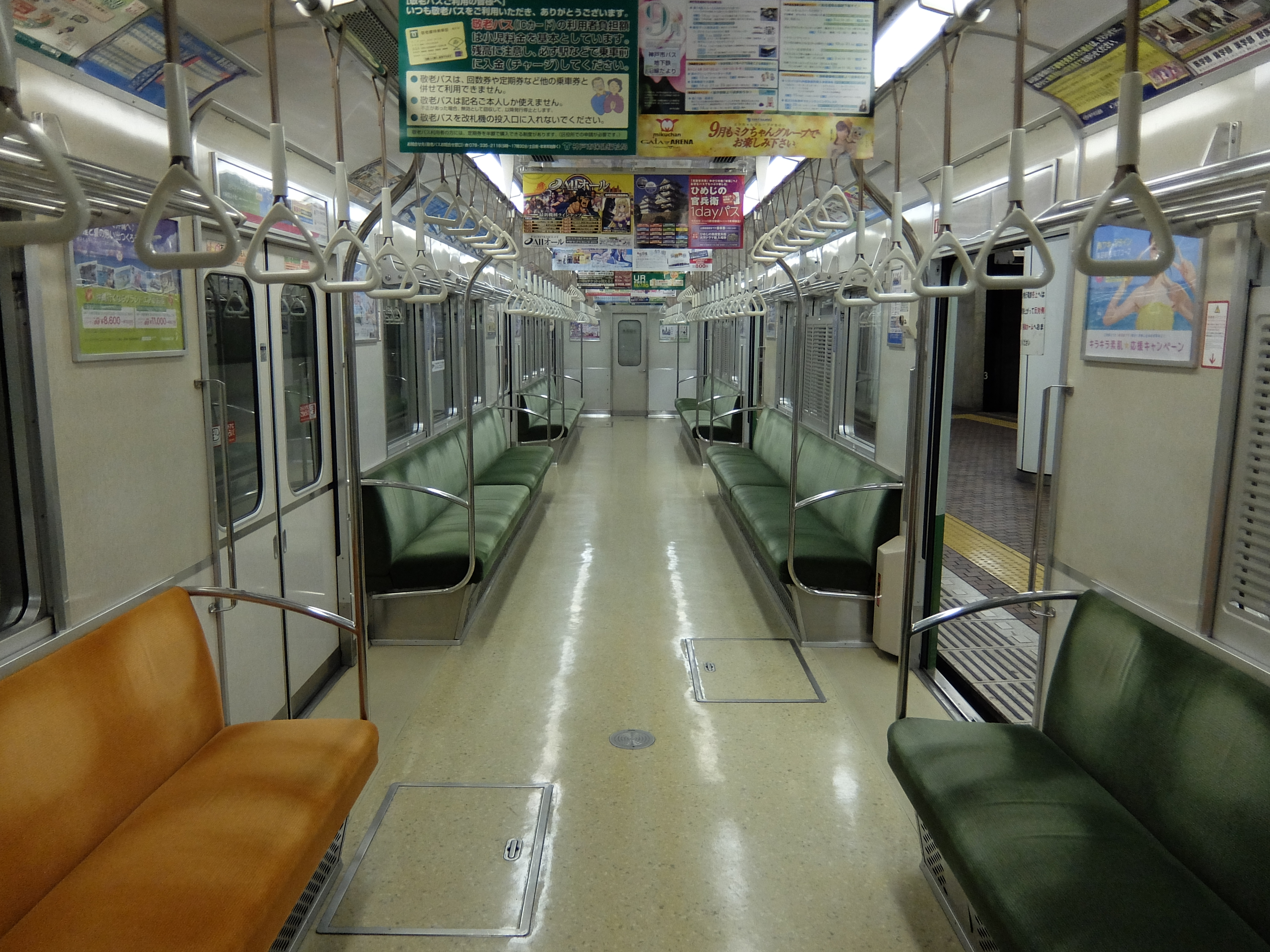
車内

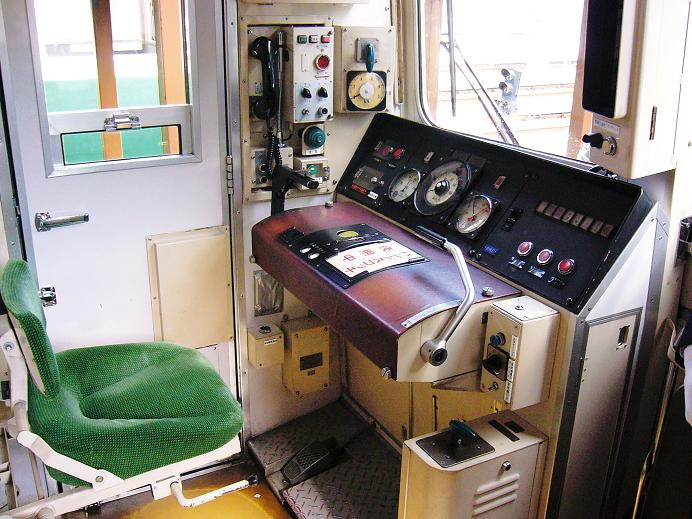
1000形の運転台

車体は車両長19メートルのアルミ製で、片側に3つの客用扉を持つ。この規格は阪急電鉄や山陽電気鉄道の車両と同じである。
窓配置は扉間に3枚、車端部に1枚（先頭車の最前部はなし）である。
前面は、折妻構造となるとともに緩やかに傾斜が入り、窓は屋根まで拡大して視野を広くし、開放感の向上が図られた。前照灯・尾灯は丸型を縦方向に配している。側窓は下降式のユニット窓であり、日除けにはアルミプレス構造のよろい戸が使用された。
内装はカバー付照明、木目柄の化粧板（阪急と柄は異なる）となっている。客用扉の開閉直前に鳴動するドアブザーも採用されている。
貫通路は2-3両目、4-5両目の間のみ扉付きの狭幅で、3-4両目は扉なしの狭幅、他は扉なしの広幅という特殊な形態となっているが、これは検査時に2両ごとに分割する必要性から来ている。
外部塗色は六甲山、神戸市電の緑を基調に、上半分がパールグリーン、下半分と帯部がライトグリーンの塗り分けとなった。車両番号標記も神戸市電からの字体が継承されている。神戸市章を稲妻で囲んだ交通局章も継承された。帯は窓上に巻かれるが、乗務員扉後部で窓下まで降りてくる。
1985年6月18日の新神戸駅・学園都市駅への延長開業を機に「Uライン」のシンボルマークが制定され、正面左上部のブラック部分にUラインマークのステッカーが貼付けされた。マークの位置は後年に変更され、正面中央と両側面左側の緑帯を削ってUラインマークを塗装する形となった。

正面の非常用貫通扉は外側への開き戸を採用しており、これはのちの西神・山手線の車両や北神急行電鉄7000系電車にも受け継がれている。

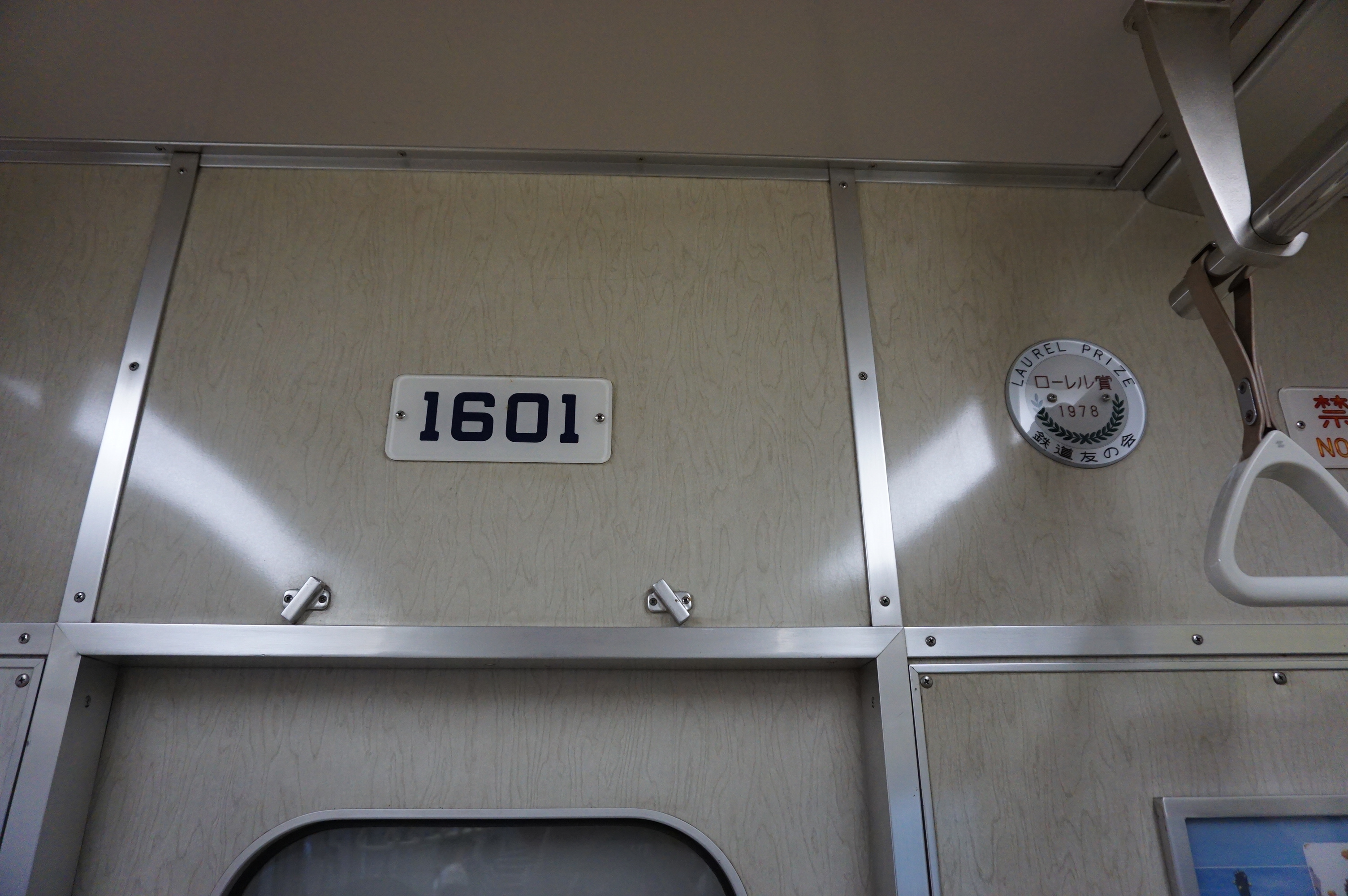
第1編成のローレル賞プレート

### 主要機器
落成当時は制御方式に回生ブレーキ付きの電機子チョッパ制御を採用し、省エネルギー化を図った。チョッパ装置は自動可変界磁式（1,500V、1,400A、2100kW、合成周波数350Hz）であり、1つの制御器で2両分8台のモーターを制御する1C8M方式を採用している。主電動機は直巻整流子電動機のSE-624・SE-624Aで、出力は130kW（電圧375V、電流385A、85%界磁時定格回転数2,050rpm、最弱め界磁率50%）、定格速度は35km/hである。歯車比は98:15 (6.53) である。
ブレーキは回生ブレーキ併用の電気指令式ブレーキを採用し、抑速ブレーキにも対応している。回生ブレーキは55%界磁から使用する。
パンタグラフは下枠交差式を2・5両目に2基ずつ計4基搭載する。空気圧縮機は両先頭車に、制御装置は2・5両目に搭載する。補助電源装置は出力75kVAのMG-111D-S電動発電機を搭載する。
連結器は編成両端が電気連結器付きの密着連結器、中間部が棒連結器となっている。
保安装置は自動列車制御装置 (ATC) と自動列車運転装置 (ATO) を開業時より採用している。ATC制限速度は0・15・25・45・60・75・90km/hが設定されており、運転席の速度計に設けられた車内信号に表示される。ATOによる運転時は、運転士が出発押しボタンを押すと次駅の停止位置まで自動走行する。

### 編成構成
1977年の開業当初は、全電動車の4両編成であったが、路線の延伸とともに段階的に増結が行われ、当初の4両の両端として中央に2両を挟んだ6両編成となった。6両編成における電動車 (M) と付随車 (T) の構成（MT比）は4M2Tである。
1983年（昭和58年）の新長田 - 大倉山間延伸時、乗客増加を見越して1300形付随車を増結しMT比4M1Tの5両編成となる。さらに、1985年（昭和60年）に西区の市街地まで延伸されたことやユニバーシアードの開催等で多客時の積み残し（特に妙法寺駅）が恒常的に発生したことから、1989年（平成元年）に1400形付随車を増結し、MT比4M2Tの6両編成となった。
全編成ともさらに電動車2両を追加しての8両編成化（MT比6M2T）が無改造で可能となっている。

## 製造時期による分類

### 1次車

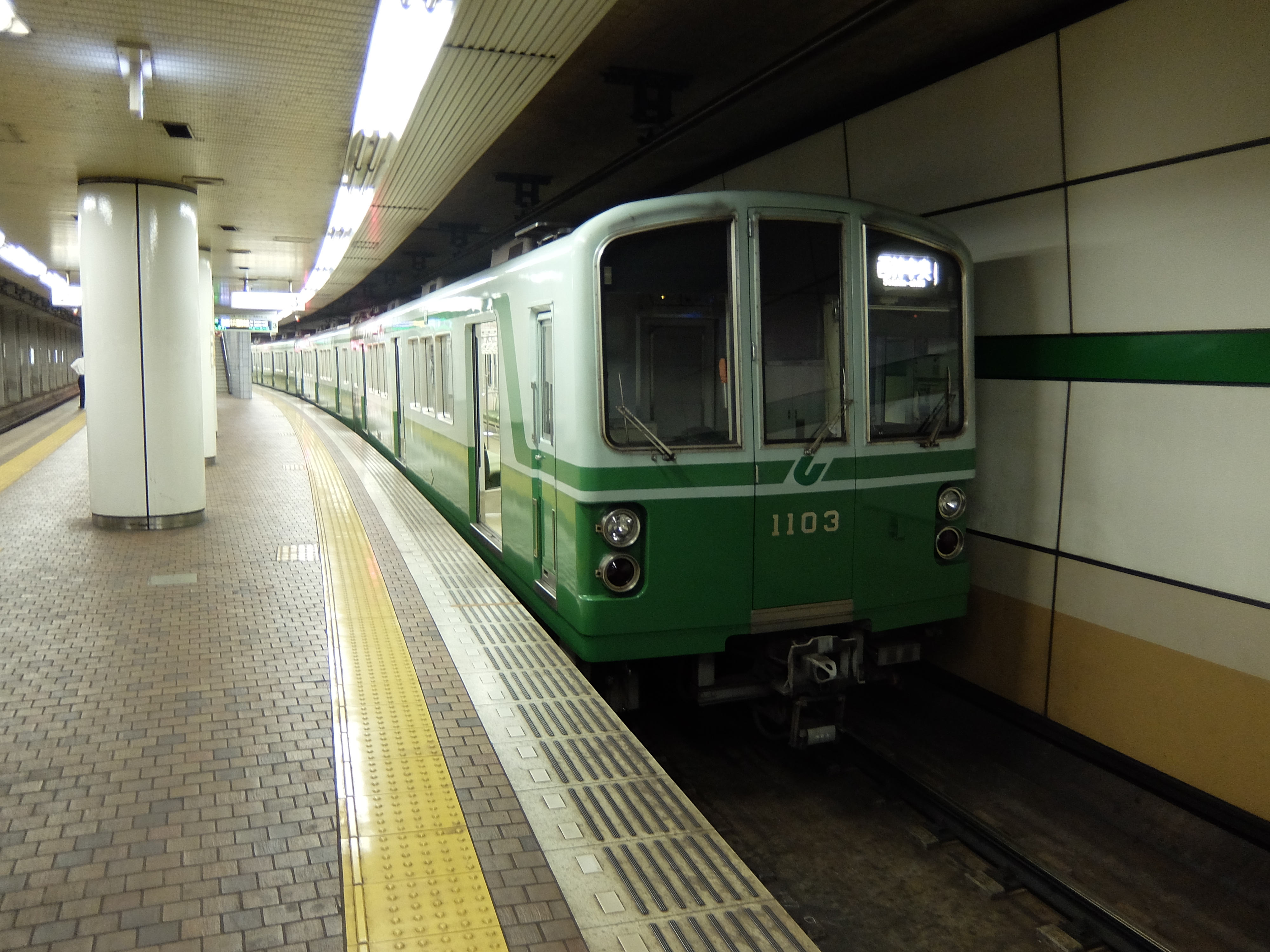
1次車の1103F

1977年の神戸市営地下鉄の開通に備えて、1976年に4両編成6本（1101F - 1106F。F=Formation=編成の頭文字。第1 - 6編成のことを表す。以後も同様）が製造された。方向幕は当初前面のみであったが、2次車の導入後に側面にも取り付けられた。

### 2次車
状況に合わせて数回に分けて製造され、製造両数が最も多いグループである。
輸送力増強のため、1981年3月に4両編成2本（1107Fと1108F）が製造された。1983年の大倉山延伸に際しては、5両編成3本 (1109F - 1111F) が1983年2月に、既存の4両編成8本に1両増結する付随車8両 (1301 - 1308) が1983年3月に増備された。1985年の新神戸 - 学園都市間開通時には5両編成4本 (1112F - 1115F) が増備されている。
当初から側面に方向幕が設置されており、後に1次車にも追加されている。西神中央まで開業する前は、延長予定の「西神中央」が「西神NT」（ニュータウンの略）として用意されていた。中間付随車の1300形には車椅子スペースが設けられた。

### 3次車

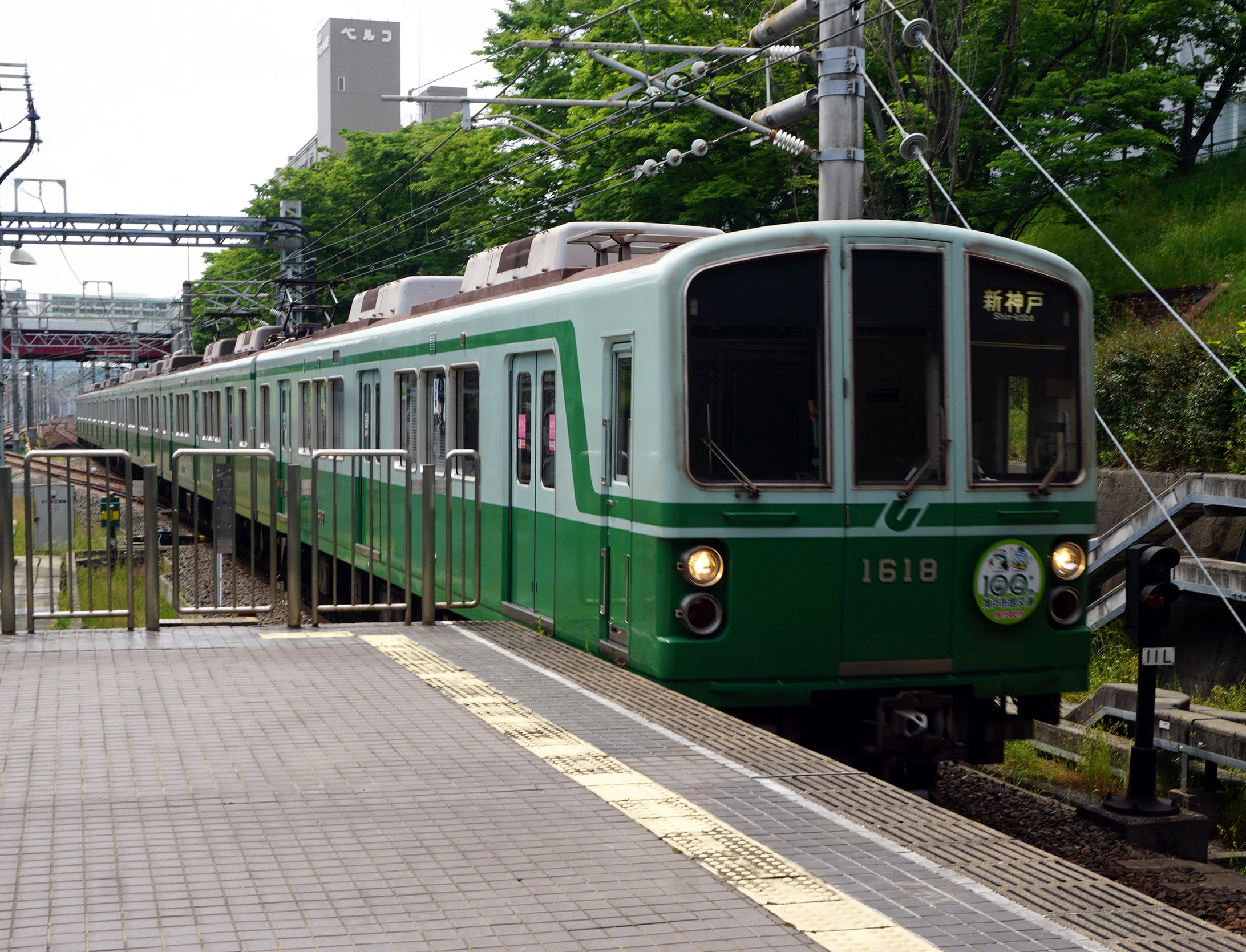
クーラーが変更された1118F

1987年の西神中央までの延伸による車両増のため、1987年2月に5両編成3本 (1116F - 1118F) が製造された。1989年3月には全編成6両編成化用の付随車18両 (1401 - 1418) が製造され、1000形の製造は終了した。
冷房装置がCU-181形（8,500kcal/h×3基）からCU-773形（17,000kcal/h×2基）に変更され、天井吹出口のラインフロー化と補助送風機として横流ファン（ラインデリア）の設置が行われている。車体は客用扉の窓の下にあるステンレスのラインがなくなったほか、前面外部にもステップが追加された。内装面では妻面の貫通扉の窓が拡大され、先頭車では運転台と客室の仕切り部の助士席（車掌台）側に仕切り窓が設置されたほか、仕切り扉の窓の高さが若干縮小された。付随車の1400形には車椅子スペースがあり、6両編成の中間付随車2両が車椅子スペース設置車となった。
6両編成化に伴い1989年に製造された1400形のうち、1416～1418は既存の3次車編成と同一であるが、2次車以前の編成に組み込む1401～1415では、編成美を統一させるため客用ドアの窓の下に再びステンレスのラインが入っている。ただし、既存の2次車以前とは異なり室内側にはステンレスのラインがない。また、2次車以前の編成は6両編成化を機に妻面貫通扉が2000形と同一のものに交換され、当該編成に組み込まれる1401～1415の妻面貫通扉は製造時からその仕様になっている。

## 改造工事

### 快速運転対応
1993年7月より、日本の公営地下鉄で初の快速列車が運転されることとなった。1000形ほか地下鉄車両全車の方向幕に「快速」の表示が追加され（前面は「快」1文字、側面は「快速」の2文字）、同時に非常用として残っていた「新長田」「大倉山」の表示が廃止された。前面上部の両脇には種別表示灯が設置され、快速運転時には橙色で点灯された。
快速の行先は「新神戸」「西神中央」「名谷」「学園都市」の表示が用意されたが、このうち「名谷」と快速非停車駅であった「学園都市」の使用実績はなかった。
当初は前面・側面とも種別が赤地に白文字、行先が黒字に白文字であったが、保線作業員から普通列車との区別が容易でないという指摘があり、1994年11月頃に前面方向幕のみ全面赤地、行先が黒文字に変更された（側面幕は変更なし）。快速列車は翌1995年1月17日の阪神・淡路大震災の影響で運休となったため、新たな快速幕の使用期間は約2か月にとどまった。

### 更新工事

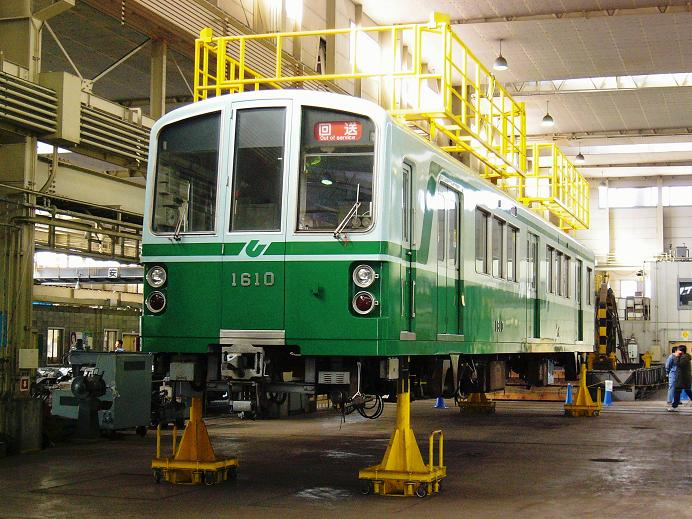
改造準備を受ける第10編成

1977年の運用開始から20年が経過した1997年（平成9年）度より、制御装置の更新工事が行われた。制御方式は従来の電機子チョッパ制御からVVVFインバータ制御に変更され、主電動機も直流電動機から交流電動機に交換されている。制御装置には3000形と同型のGTOサイリスタ素子を用いたインバータ装置が採用された。
冷房装置の強化も行われ、CU-181形（8,500kcal/h×3基）を搭載する1100形・1200形・1500形・1600形では、CU-183A形（10,500kcal/h×3基）に変更された。
座席の生地はバイアス柄の入ったものとなり、床材も辛子色からオフホワイトの石目調に変更されたほか、座席端部への袖仕切り棒の追加、客用扉付近へのつり革の増設も実施された。その後、座席はリニューアルと関係なく交換されるようになった。この工事に並行して、ドアエンジンが従来の電磁空気式から3000形と同様のベルト連動両開式電磁弁一体式に更新された。
リニューアル車は書類上「1000-01形」に形式変更されているが、通常は区別なく1000形と呼ばれている。車体に取り付けられている車両番号プレート類も変更はない。
製造元の川崎重工業で毎年1編成ずつ更新改造が施工され、更新第1号の1101Fは1998年3月26日に竣工、試運転等を経て1998年4月より営業運転に復帰した。

1108FではVVVFインバータの使用素子がIGBTに変更され、形式も「1000-02形」となった。以後1109F以降も同じメニューで施工された。
2006年（平成18年）は川崎重工のラインに余裕があったことから、10月に1111F、12月に1110Fと2編成同時更新となった。2010年（平成22年）にも1115Fと1116Fの2編成が更新された。1116F以降は補助電源装置が静止形インバータに変更された。2012年の1117F（1118Fは2011年に竣工済み）をもって全編成リニューアル工事終了となった。

## 運用

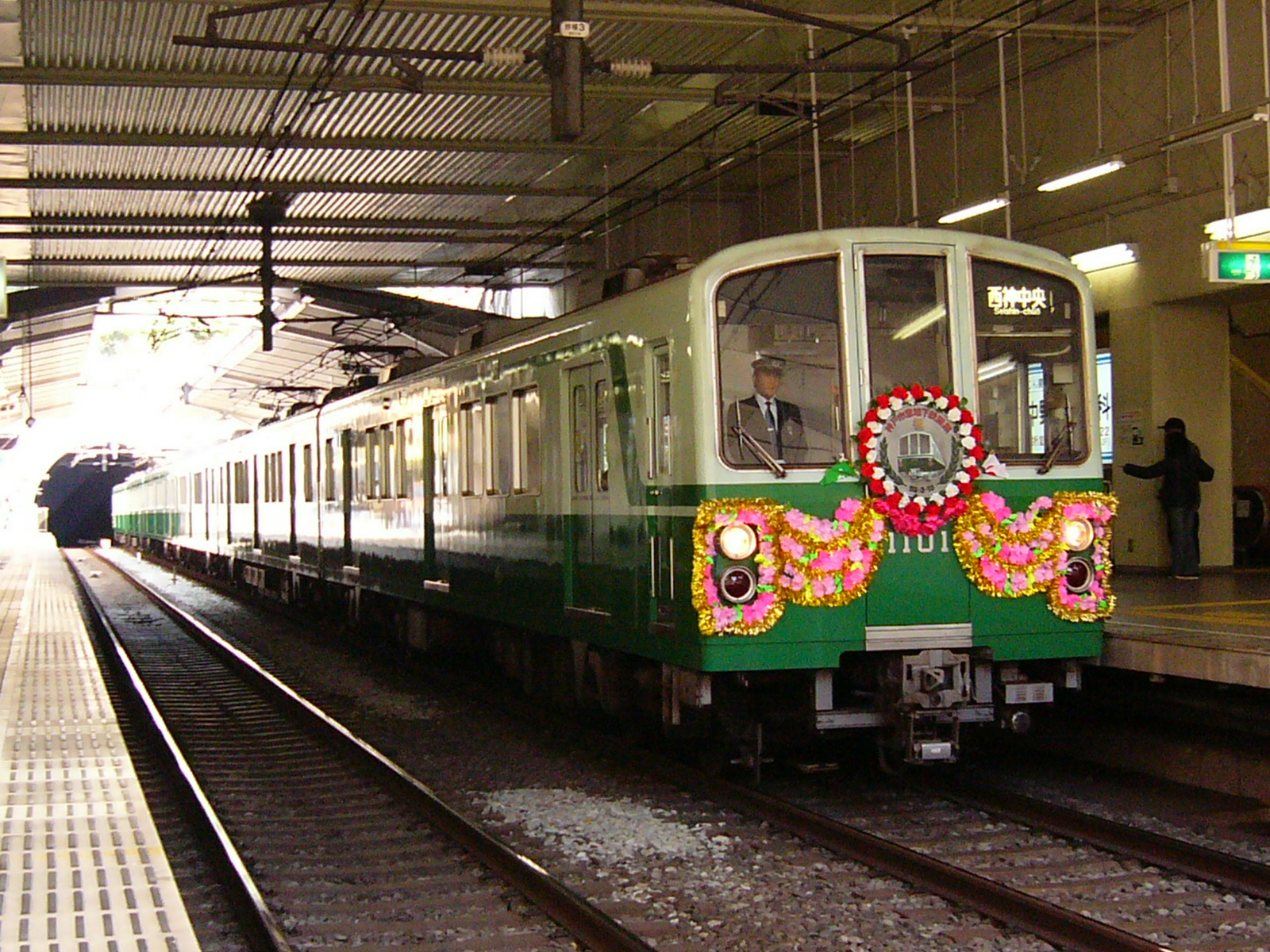
30周年記念式典列車

北神線の谷上駅 - 新神戸駅間と、西神・山手線の新神戸駅 - 西神中央駅間で運用されていた。
2000年2月より、1104編成は国民年金40周年を記念したラッピング広告列車「国民年金号」となった。2000年2月19日に西神中央駅で出発式が行われ、以後1年にわたり運行された。
2007年3月18日、西神・山手線の開業30周年を記念して、開業時の1番列車に充当された1101編成による記念電車が運転された。開業当時と同じエンブレムの設置と装飾を行い、名谷 - 新神戸 - 西神中央 - 名谷間で運行された。

## 廃車

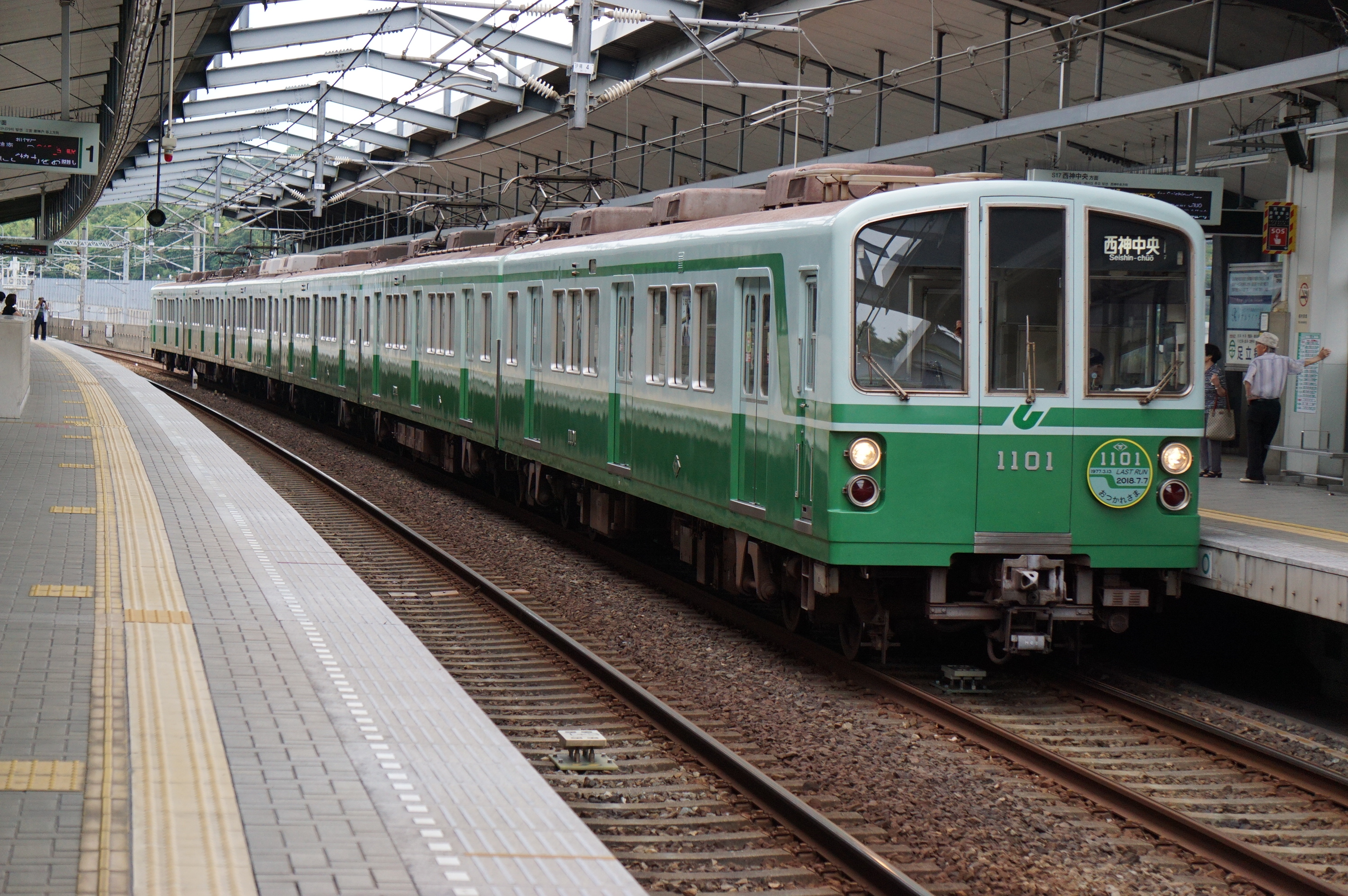
ラストランのヘッドマークを付けた1101F（2018年7月3日）

2018年度より6000形が投入され、1000形・2000形・3000形の全車両を置き換えることとなった。
2018年7月1日より、地下鉄開業時からの第1編成である1101編成に「LAST RUN」のヘッドマークが掲出された。1101編成は2018年7月12日が最終運行となり、2019年3月7日付で廃車となった。地下鉄開業時の第1号車である1101号車は名谷車両基地に静態保存されている。他の5両は2019年2月に奈良県のリサイクル工場に陸送して解体された。
その後、2019年度に1102F、1109F、1111F、1115Fが、2020年度に1103F、1104F、1105F、1107F、1110Fが、2021年度に1106F、1108Fが、2022年度に1112F、1114F、1116Fが廃車となった。
最後まで残った1118Fについても、2023年8月18日のダイヤ改正をもって7000系とともに定期運行を終了する予定であることが発表され、同年8月17日の朝の運用を最後に運用を離脱した。

## 編成表

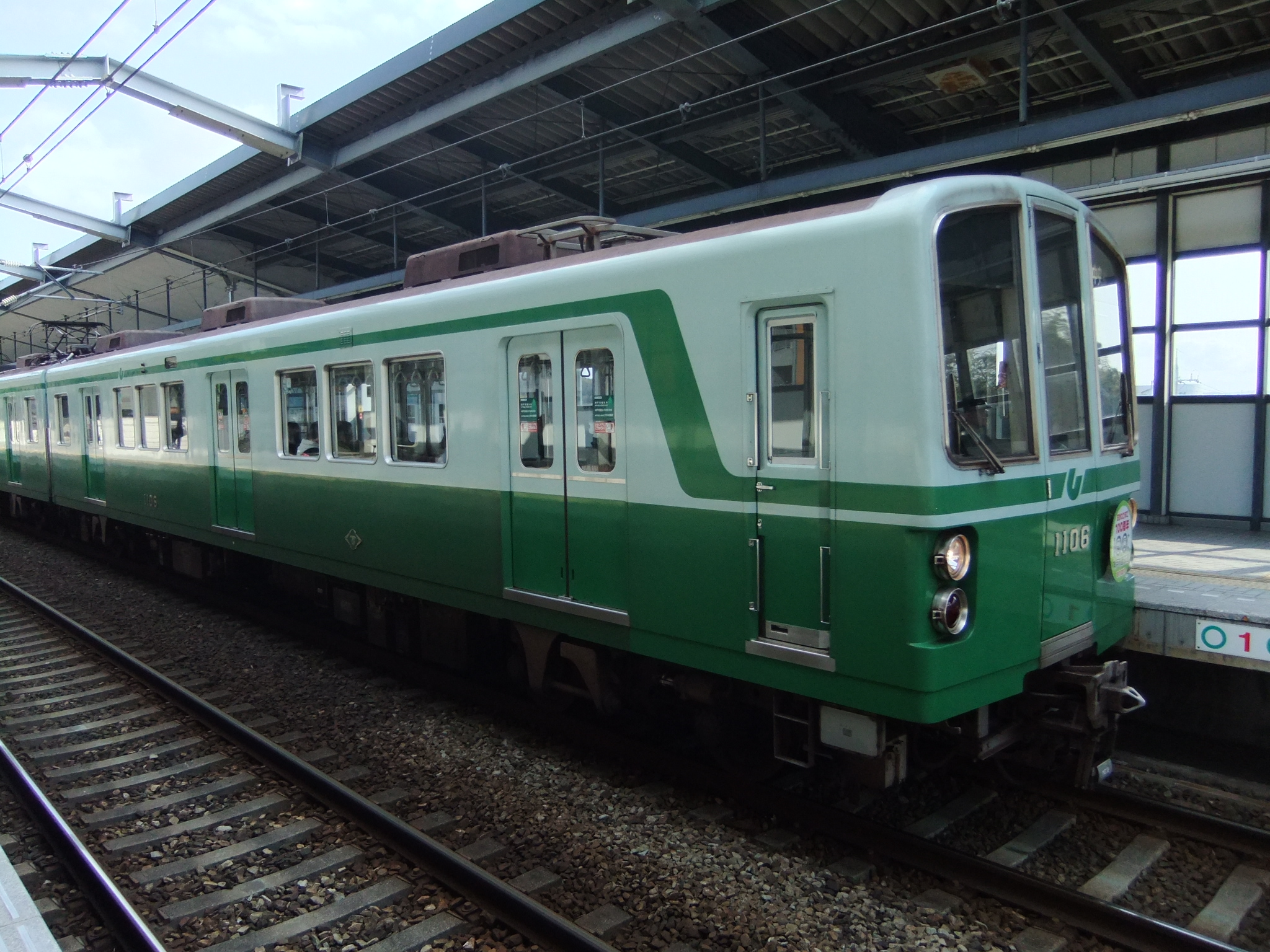
1100形 （中型クーラー車）
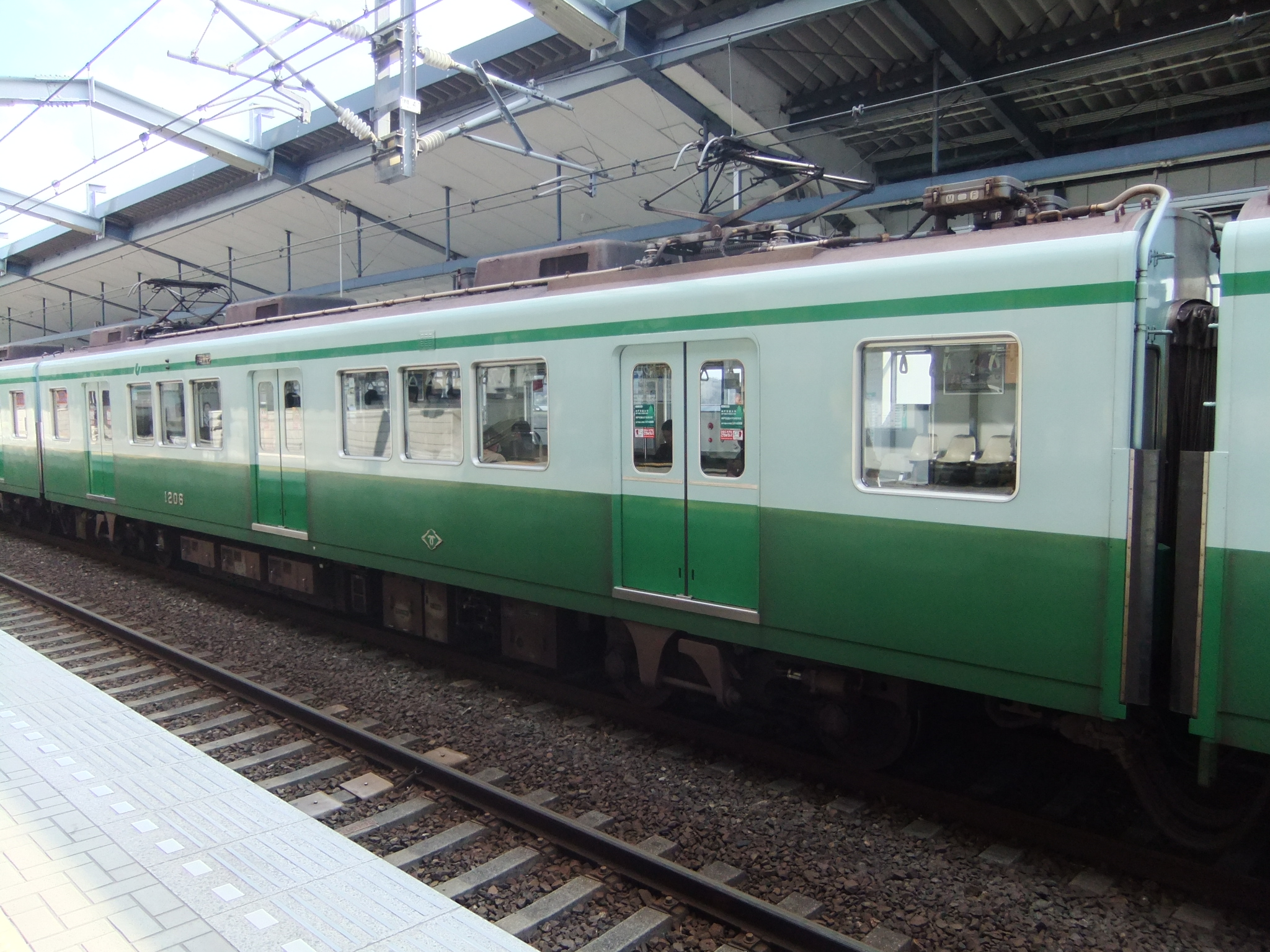
1200形 （中型クーラー車）
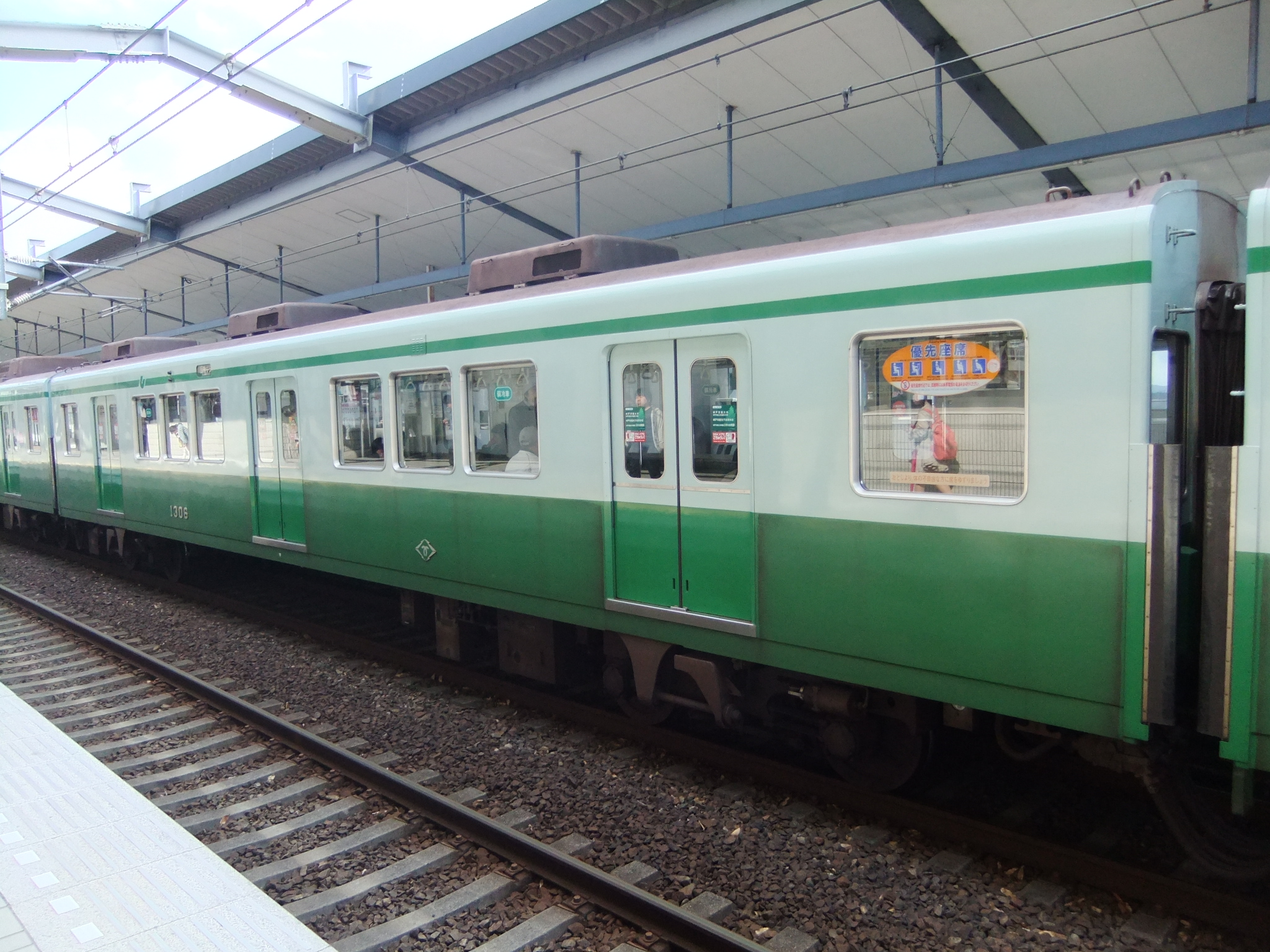
1300形 （中型クーラー車）
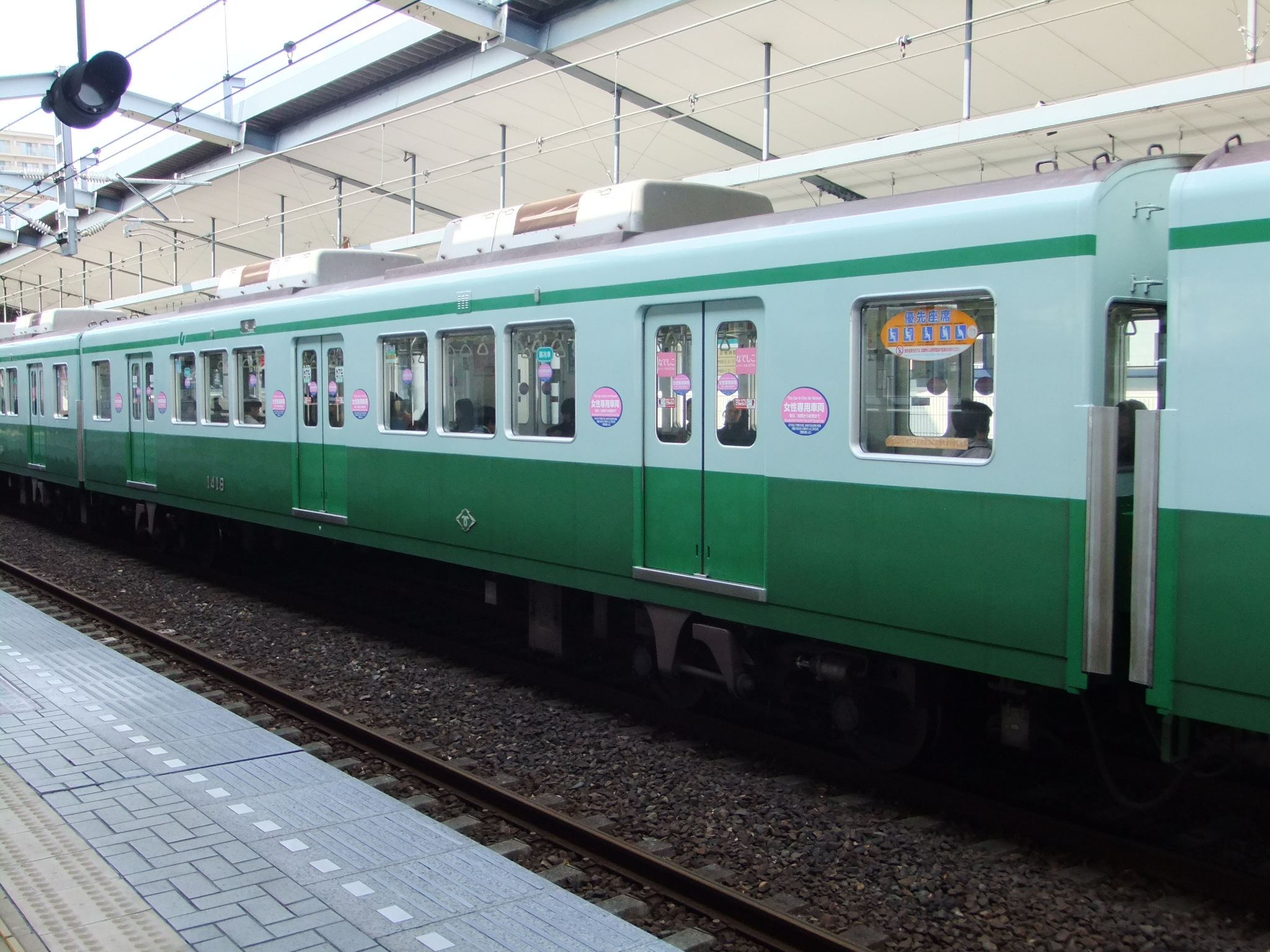
1400形 （大型クーラー車）
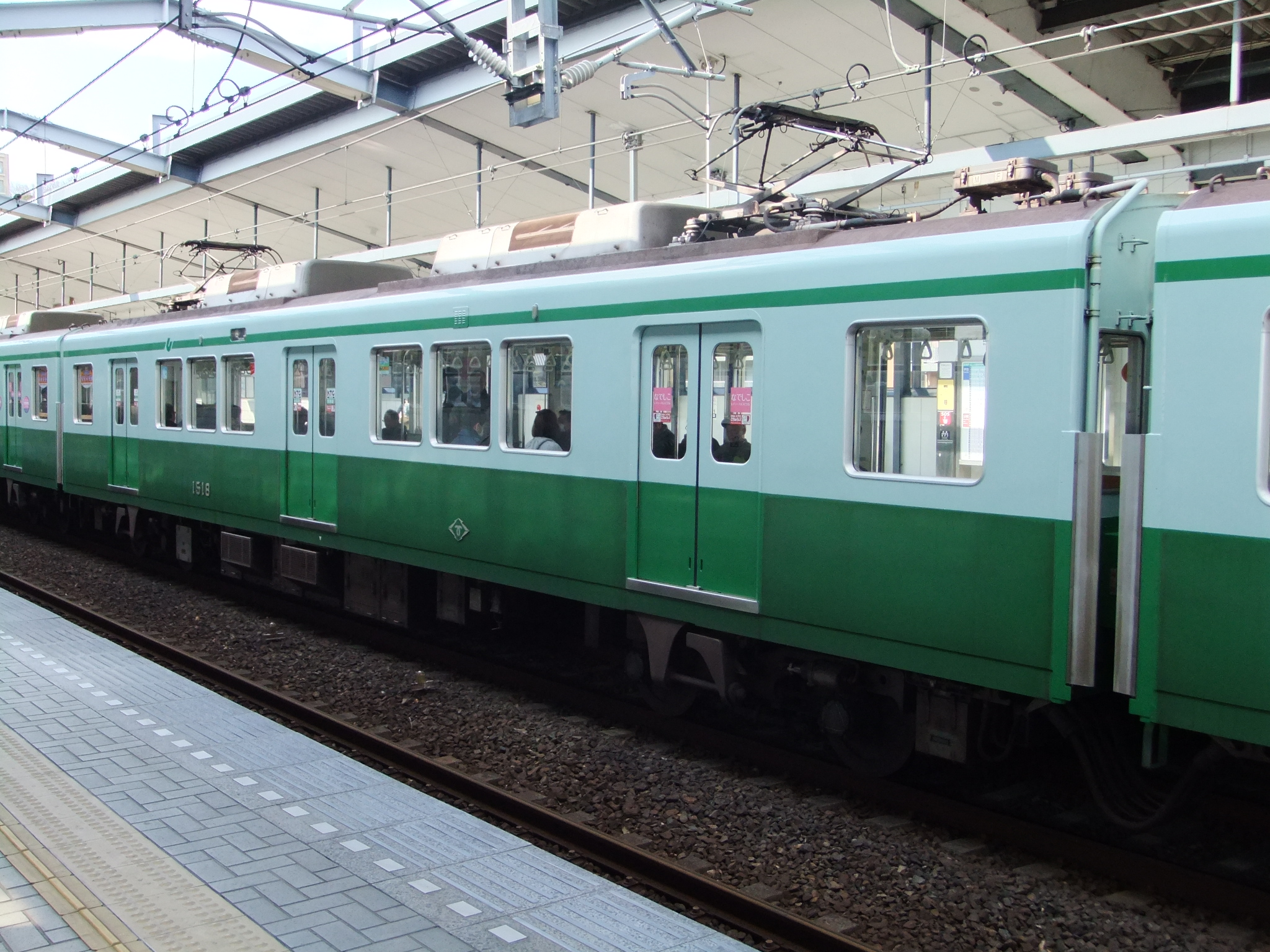
1500形 （大型クーラー車）
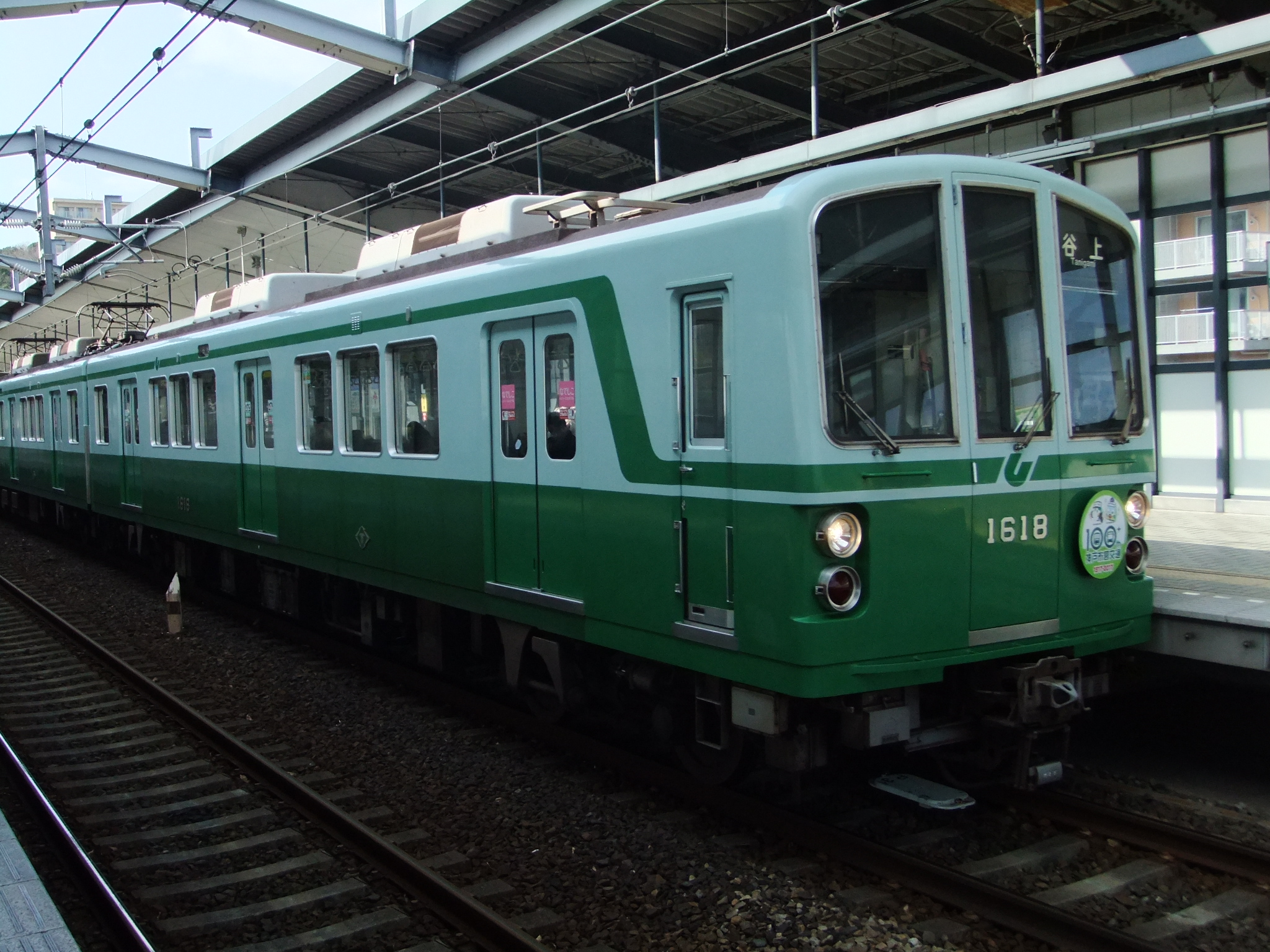
1600形 （大型クーラー車）

4号車・1400形は女性専用車両。
|           |      | ← 西神中央新神戸・谷上 → | ← 西神中央新神戸・谷上 → | ← 西神中央新神戸・谷上 → | ← 西神中央新神戸・谷上 → | ← 西神中央新神戸・谷上 → | ← 西神中央新神戸・谷上 → | 編成竣工      | T車竣工   | T'車竣工   | 更新工事竣工  | 運用開始      | 廃車           | 当初搬出予定 |
| 号車      | 号車 | 1                        | 2                        | 3                        | 4                        | 5                        | 6                        | 編成竣工      | T車竣工   | T'車竣工   | 更新工事竣工  | 運用開始      | 廃車           | 当初搬出予定 |
| 車種      | 車種 | Mc2                      | M1                       | T                        | T'                       | M1'                      | Mc2'                     | 編成竣工      | T車竣工   | T'車竣工   | 更新工事竣工  | 運用開始      | 廃車           | 当初搬出予定 |
| 編成 番号 | 1    | 1101                     | 1201                     | 1301                     | 1401                     | 1501                     | 1601                     | 1976年2月2日  | 1983年3月 | 1989年11月 | 1998年3月26日 | 1977年3月13日 | 2019年3月7日   |              |
| 編成 番号 | 2    | 1102                     | 1202                     | 1302                     | 1402                     | 1502                     | 1602                     | 1976年7月20日 | 1983年3月 | 1989年12月 | 1998年        | 1977年3月13日 | 2019年11月5日  | 2019年10月頃 |
| 編成 番号 | 3    | 1103                     | 1203                     | 1303                     | 1403                     | 1503                     | 1603                     | 1976年7月20日 | 1983年3月 | 1989年11月 | 1999年        | 1977年3月13日 | 2021年2月10日  | 2020年5月頃  |
| 編成 番号 | 4    | 1104                     | 1204                     | 1304                     | 1404                     | 1504                     | 1604                     | 1976年7月20日 | 1983年3月 | 1989年11月 | 2002年        | 1977年3月13日 | 2021年2月10日  | 2020年5月頃  |
| 編成 番号 | 5    | 1105                     | 1205                     | 1305                     | 1405                     | 1505                     | 1605                     | 1976年7月20日 | 1983年3月 | 1989年12月 | 2001年        | 1977年3月13日 | 2021年3月25日  | 2020年6月頃  |
| 編成 番号 | 6    | 1106                     | 1206                     | 1306                     | 1406                     | 1506                     | 1606                     | 1976年7月20日 | 1983年3月 | 1989年11月 | 2000年        | 1977年3月13日 | 2021年9月30日  | 2021年5月頃  |
| 編成 番号 | 7    | 1107                     | 1207                     | 1307                     | 1407                     | 1507                     | 1607                     | 1981年3月30日 | 1983年3月 | 1989年11月 | 2003年        | 1981年4月5日  | 2021年3月25日  | 2020年7月頃  |
| 編成 番号 | 8    | 1108                     | 1208                     | 1308                     | 1408                     | 1508                     | 1608                     | 1981年3月30日 | 1983年3月 | 1989年11月 | 2004年        | 1981年4月5日  | 2021年8月2日   | 2021年3月頃  |
| 編成 番号 | 9    | 1109                     | 1209                     | 1309                     | 1409                     | 1509                     | 1609                     | 1983年2月     | 1983年2月 | 1989年12月 | 2005年        | 1983年6月17日 | 2019年6月18日  | 2019年6月頃  |
| 編成 番号 | 10   | 1110                     | 1210                     | 1310                     | 1410                     | 1510                     | 1610                     | 1983年2月     | 1983年2月 | 1989年12月 | 2006年        | 1983年6月17日 | 2021年3月25日  | 2020年12月頃 |
| 編成 番号 | 11   | 1111                     | 1211                     | 1311                     | 1411                     | 1511                     | 1611                     | 1983年2月     | 1983年2月 | 1989年12月 | 2006年        | 1983年6月17日 | 2020年1月7日   | 2020年2月頃  |
| 編成 番号 | 12   | 1112                     | 1212                     | 1312                     | 1412                     | 1512                     | 1612                     | 1985年4月     | 1985年4月 | 1989年12月 | 2009年        | 1985年6月18日 | 2023年3月13日  |              |
| 編成 番号 | 13   | 1113                     | 1213                     | 1313                     | 1413                     | 1513                     | 1613                     | 1985年4月     | 1985年4月 | 1989年12月 | 2007年        | 1985年6月18日 | 2023年12月22日 |              |
| 編成 番号 | 14   | 1114                     | 1214                     | 1314                     | 1414                     | 1514                     | 1614                     | 1985年5月     | 1985年5月 | 1989年12月 | 2008年        | 1985年6月18日 | 2023年3月13日  |              |
| 編成 番号 | 15   | 1115                     | 1215                     | 1315                     | 1415                     | 1515                     | 1615                     | 1985年5月     | 1985年5月 | 1990年1月  | 2010年        | 1985年6月18日 | 2019年4月22日  | 2019年5月頃  |
| 編成 番号 | 16   | 1116                     | 1216                     | 1316                     | 1416                     | 1516                     | 1616                     | 1987年2月     | 1987年2月 | 1990年1月  | 2010年        | 1987年3月18日 | 2023年3月13日  |              |
| 編成 番号 | 17   | 1117                     | 1217                     | 1317                     | 1417                     | 1517                     | 1617                     | 1987年2月     | 1987年2月 | 1990年1月  | 2012年        | 1987年3月18日 | 2023年12月22日 |              |
| 編成 番号 | 18   | 1118                     | 1218                     | 1318                     | 1418                     | 1518                     | 1618                     | 1987年2月     | 1987年2月 | 1990年1月  | 2011年        | 1987年3月18日 | 2024年3月26日  |              |

- 1100形
（中型クーラー車）
- 1200形
（中型クーラー車）
- 1300形
（中型クーラー車）
- 1400形
（大型クーラー車）
- 1500形
（大型クーラー車）
- 1600形
（大型クーラー車）

## 保存車両

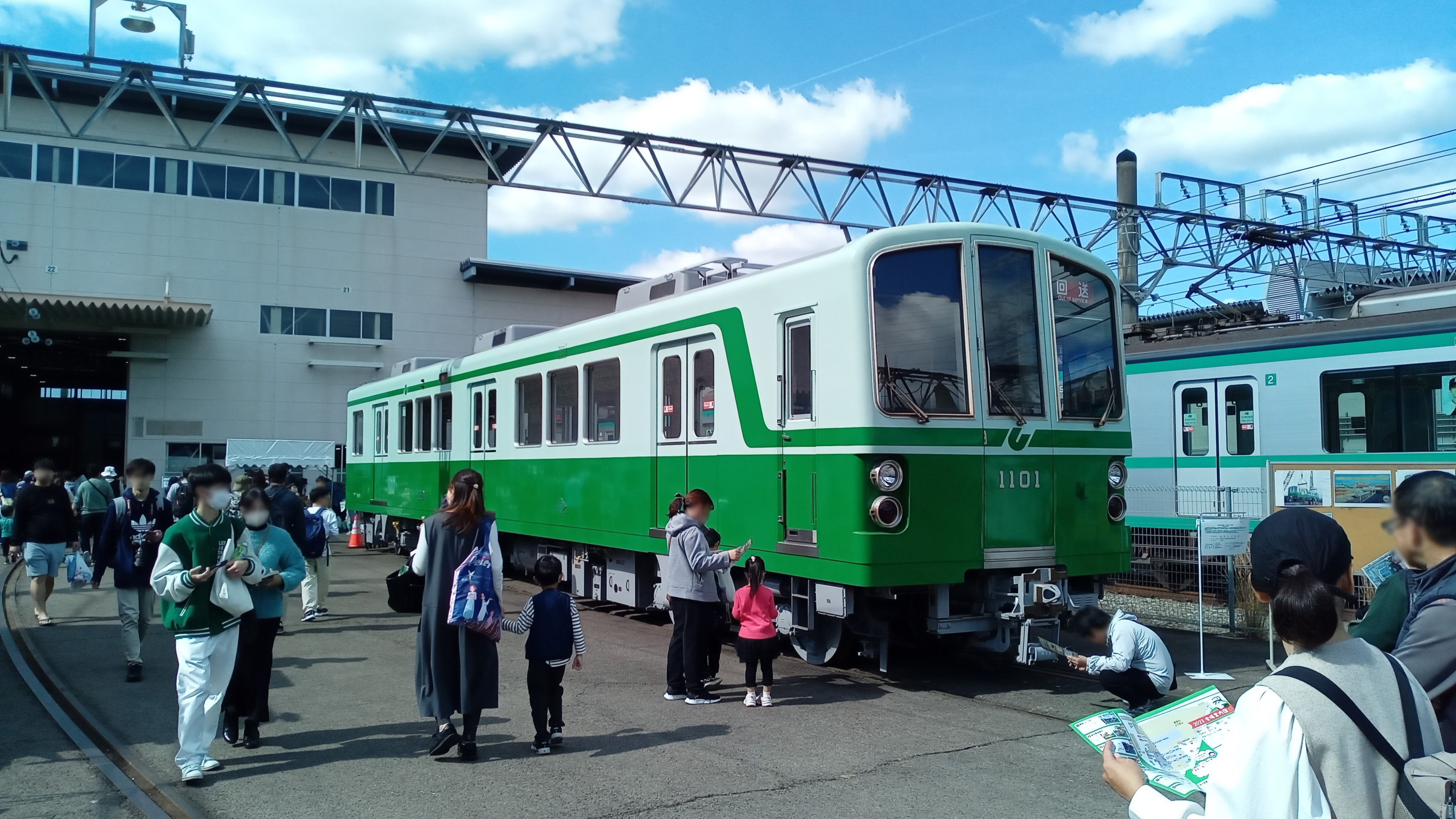
名谷車両基地に保存されている1101号車

名谷車両基地に1101Fの1101号車が保存されている。
2023年10月22日には交通フェスティバルで展示された。